# 로카글로리오사
로카글로리오사(이탈리아어: Roccagloriosa)는 이탈리아 캄파니아주 살레르노도에 위치한 코무네다.

## 같이 보기
- 불게리아